# Agrapha glauca
Agrapha glauca är en fjärilsart som beskrevs av Stoll 1780. Agrapha glauca ingår i släktet Agrapha och familjen nattflyn. Inga underarter finns listade i Catalogue of Life.